# Camponotus hunteri
Camponotus hunteri är en myrart som beskrevs av Wheeler 1910. Camponotus hunteri ingår i släktet hästmyror, och familjen myror. Inga underarter finns listade.

## Bildgalleri

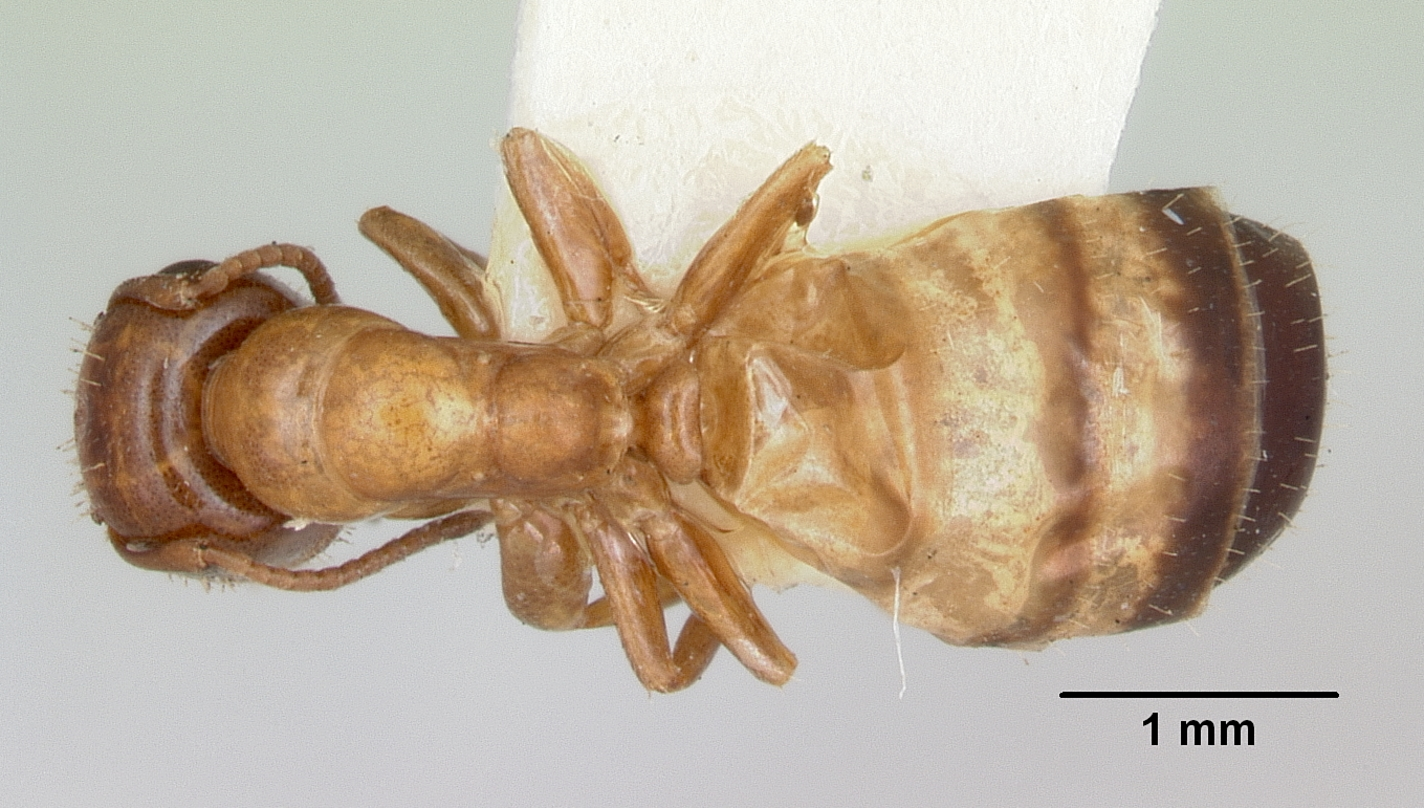
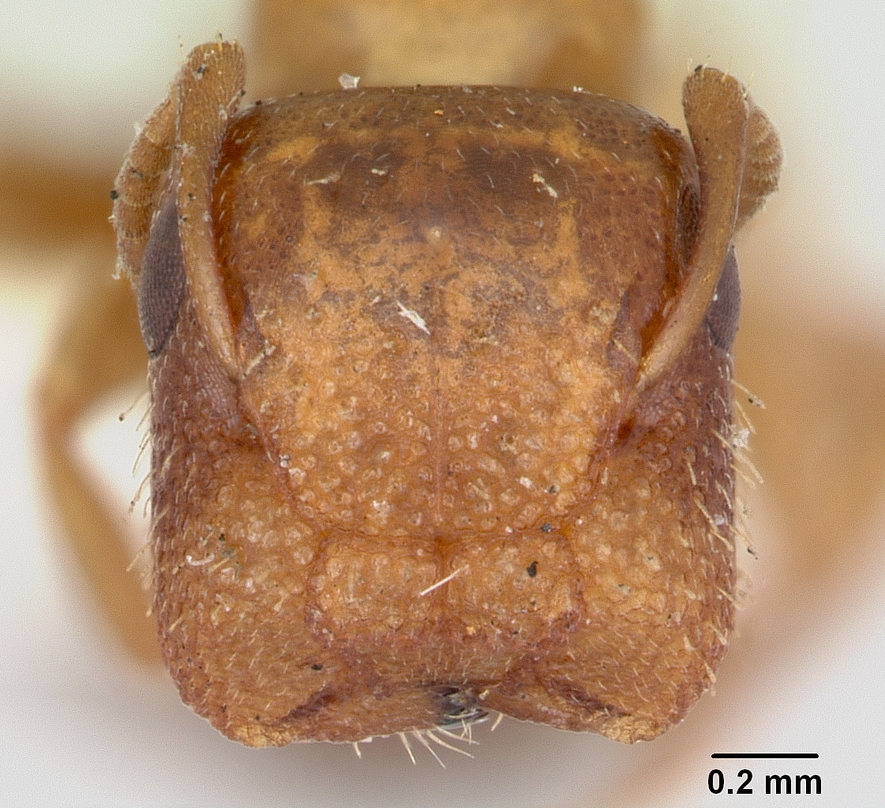
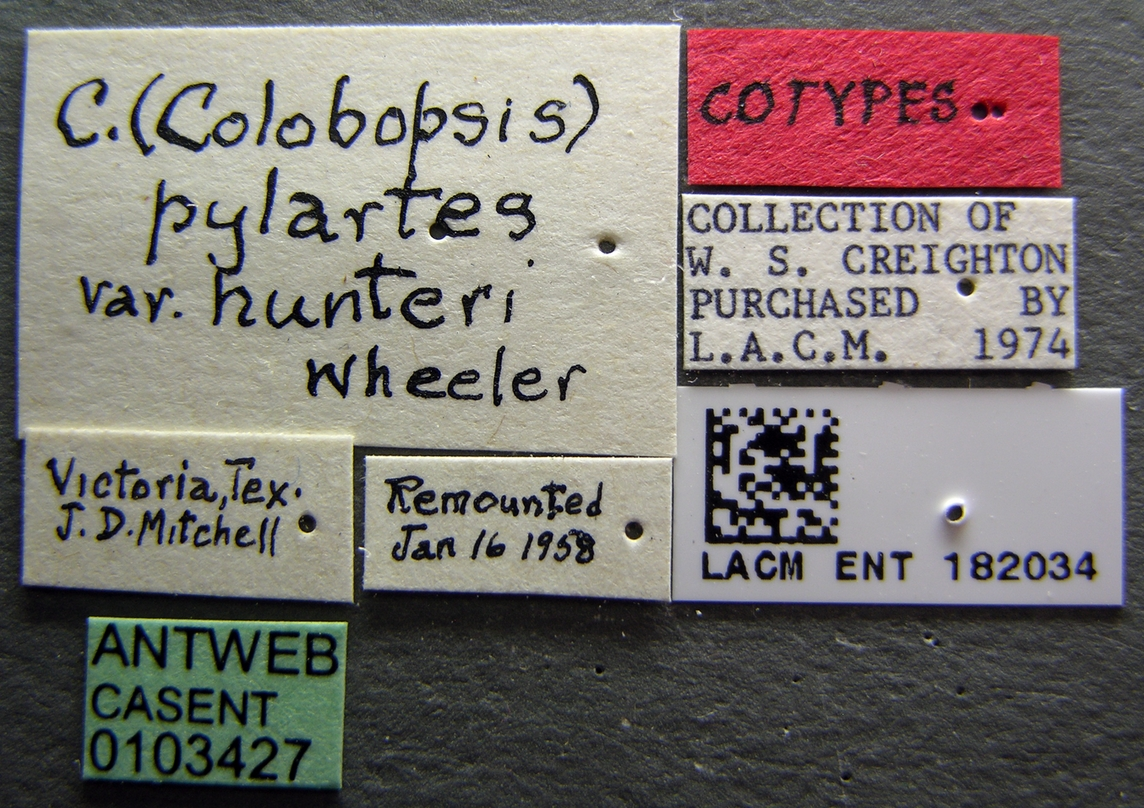
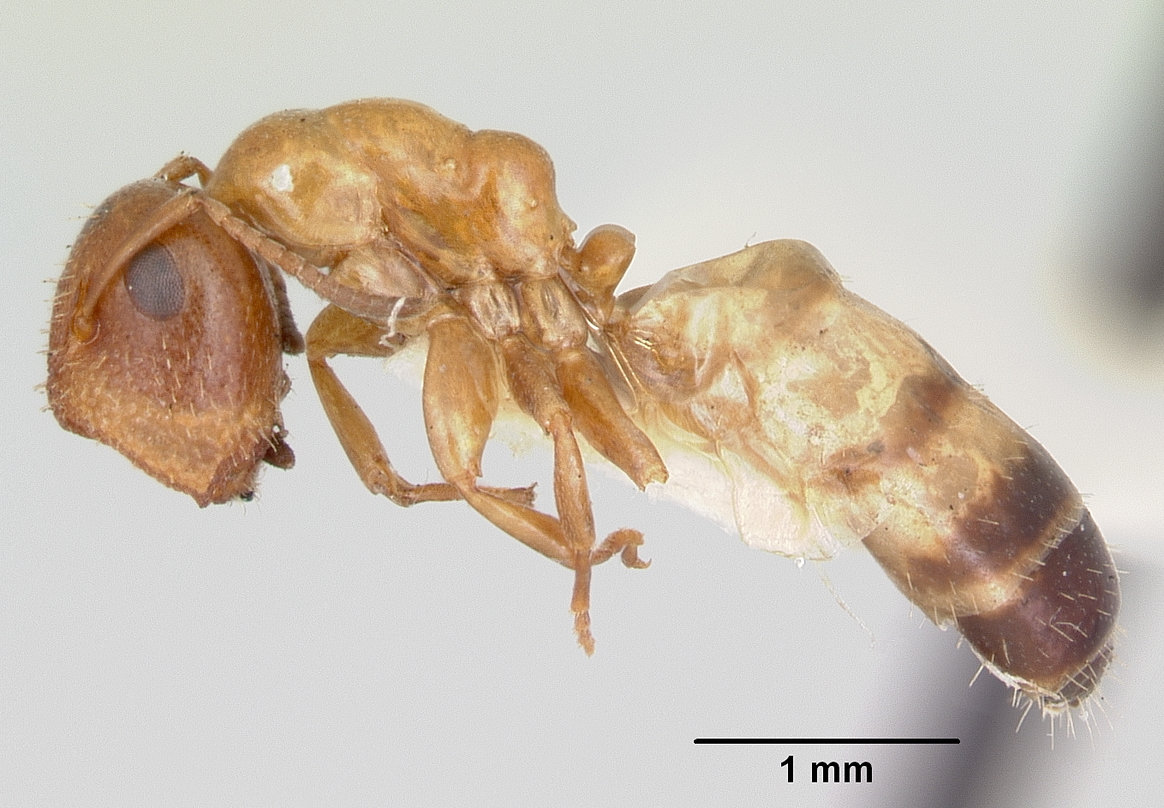
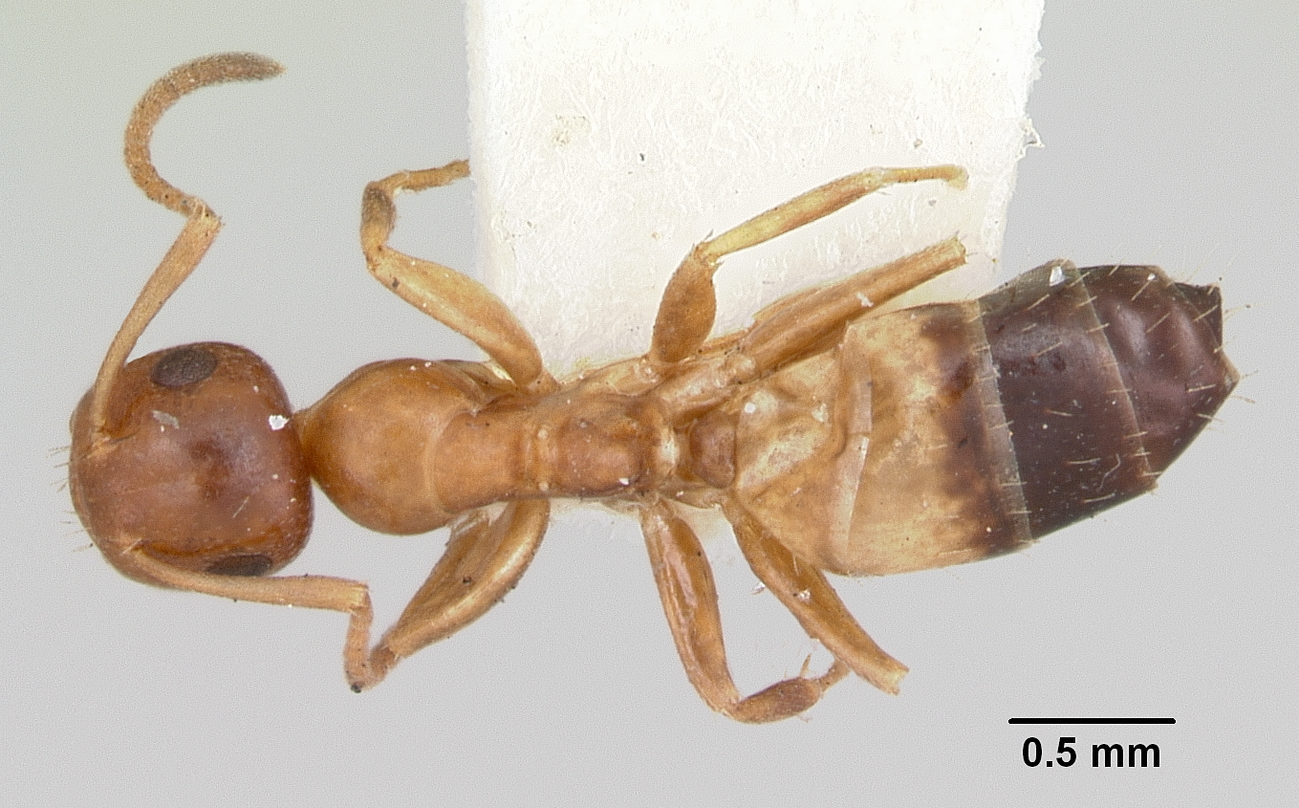
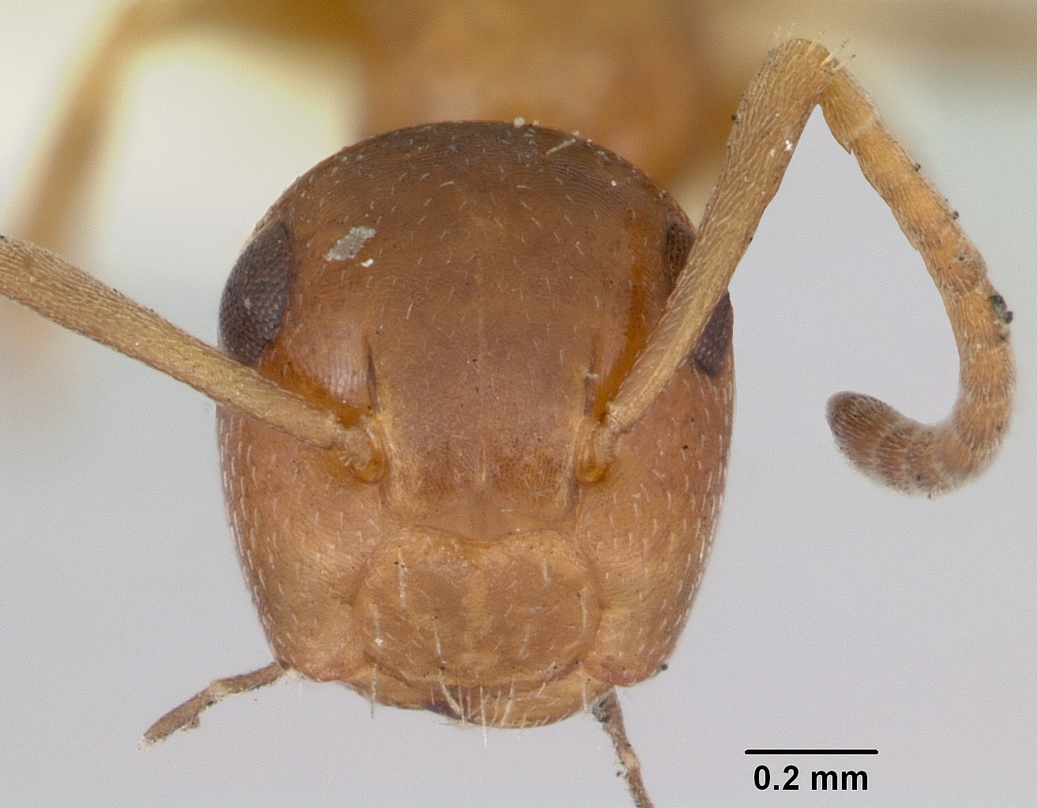